# Abigaille Bruschi-Chiatti
Abigaille Bruschi-Chiatti (Arezzo, 1855 circa – dopo 1888) è stata un soprano italiano che cantò nei principali teatri lirici italiani, in America Latina e al Teatro Real di Madrid.
Tra i ruoli da lei creati vi furono quello di Amelia di Egmont nella prima postuma, del 1882, de Il duca d'Alba di Donizetti e Élisabeth de Valois nella versione rivista del Don Carlos di Verdi del 1884.

## Biografia
Inizialmente studiò canto nella città natale con Giovanni Guidieri. Nel 1871 fu accettata al Regio Istituto Musicale di Firenze (ora noto come Conservatorio Luigi Cherubini) dove studiò con Giuseppe Ceccherini.  Una delle sue prime apparizioni in un ruolo importante fu Aida al Teatro Vittorio Emanuele di Messina nel 1877. Nel 1879 cantò al Teatro Regio di Torino dove creò il ruolo di Ero in Ero e Leandro di Giovanni Bottesini e il ruolo di Sulamith nella prima rappresentazione teatrale di Die Königin von Saba di Karl Goldmark. La critica che recensì la prima di Ero e Leandro per Nuova Antologia, elogiò la giovane cantante per la bellezza della sua voce e la sua uniformità in tutti i registri, nonché per la sua eloquenza e fraseggio.
Nello stesso anno, cantò a Buenos Aires al Teatro Colón e a Rio de Janeiro al Teatro Dom Pedro II con la compagnia d'opera italiana Angelo Ferrari i cui cantanti comprendevano Francesco Tamagno. Al suo ritorno in Italia cantò Rachel in La Juive di Fromental Halévy al Teatro Apollo di Roma durante la stagione 1881/82 e al Teatro alla Scala nella stagione 1882/83. Nel 1882, creò il ruolo di Amelia di Egmont nella prima postuma de Il duca d'Alba di Donizetti al Teatro Apollo. Nella sua recensione della prima, il critico de La Gazzetta Musicale di Milano scrisse: "La signora Bruschi-Chiatti con la sua bellezza e una voce brillante, fresca, robusta è una vera soprano e canta con calore e passione".
Il 10 gennaio 1884, la Bruschi-Chiatti cantò alla Scala nel ruolo di Elisabeth de Valois nella prima della versione riveduta del Don Carlos di Verdi con Francesco Tamagno nel ruolo del titolo. I resoconti contemporanei rilevarono che aveva una palese paura sul palcoscenico nella serata di apertura (un problema che aveva anche avuto alla prima de Il duca d'Alba) che ebbe un impatto negativo sulla sua esibizione nei primi tre atti. Tuttavia, l'aveva superato nell'atto finale e aveva ricevuto grandi applausi e richieste di bis dopo la sua esibizione nell'aria "Tu che le vanità".   Cantò di nuovo alla Scala dopo quella stagione nel ruolo di Aida di Verdi. Nel corso della sua carriera, cantò altri ruoli verdiani come Amelia ne Un ballo in maschera, Leonora ne La forza del destino e Leonora ne Il trovatore.
Negli ultimi anni della sua carriera, apparve anche al Teatro Real di Madrid, in particolare in un'acclamata rappresentazione de La Juive nel 1887. Era stata scritturata per cantare Aida al Teatro Argentina di Roma durante l'autunno del 1888, ma si ritirò dalla produzione dopo essersi ammalata durante le prove.